# Tõravere
Tõravere är en ort i Estland. Den ligger i Nõo kommun och landskapet Tartumaa, i den södra delen av landet, 160 km sydost om huvudstaden Tallinn. Tõravere ligger 63 meter över havet och antalet invånare är 311.
Terrängen runt Tõravere är platt. Runt Tõravere är det glesbefolkat, med 18 invånare per kvadratkilometer. Närmaste större samhälle är Dorpat, 19,9 km nordost om Tõravere. Omgivningarna runt Tõravere är en mosaik av jordbruksmark och naturlig växtlighet.